# Parijs-Roubaix 1935
De 36e editie van de wielerwedstrijd Parijs-Roubaix werd gereden op 21 april 1935. De wedstrijd was 262 km lang. Van al de deelnemers wisten er 66 de eindstreep te halen. De wedstrijd werd voor de derde keer gewonnen door Gaston Rebry.

## Uitslag
| Plaats  | Naam               | Tijd     |
| ------- | ------------------ | -------- |
| Winnaar | Gaston Rebry       | 6u40’57” |
| 2       | André Leducq       | +2’24”   |
| 3       | Jean Aerts         | +4’44”   |
| 4       | René Vietto        | +4’58”   |
| 5       | Frans Bonduel      | z.t.     |
| 6       | Maurice Krauss     | z.t.     |
| 7       | Omer Taverne       | +5’08”   |
| 8       | Maurice Archambaud | +6’30”   |
| 9       | Antoon Dignef      | +6’39”   |
| 10      | Adrien Buttafocchi | +8’20”   |

1896 · 
1897 · 
1898 · 
1899 · 
1900 · 
1901 · 
1902 · 
1903 · 
1904 · 
1905 · 
1906 · 
1907 · 
1908 · 
1909 · 
1910 · 
1911 · 
1912 · 
1913 · 
1914 · 
1915 · 
1916 · 
1917 · 
1918 · 
1919 · 
1920 · 
1921 · 
1922 · 
1923 · 
1924 · 
1925 · 
1926 · 
1927 · 
1928 · 
1929 · 
1930 · 
1931 · 
1932 · 
1933 · 
1934 · 
1935 · 
1936 · 
1937 · 
1938 · 
1939 · 
1940 · 
1941 · 
1942 · 
1943 · 
1944 · 
1945 · 
1946 · 
1947 · 
1948 · 
1949 · 
1950 · 
1951 · 
1952 · 
1953 · 
1954 · 
1955 · 
1956 · 
1957 · 
1958 · 
1959 · 
1960 · 
1961 · 
1962 · 
1963 · 
1964 · 
1965 · 
1966 · 
1967 · 
1968 · 
1969 · 
1970 · 
1971 · 
1972 · 
1973 · 
1974 · 
1975 · 
1976 · 
1977 · 
1978 · 
1979 · 
1980 · 
1981 · 
1982 · 
1983 · 
1984 · 
1985 · 
1986 · 
1987 · 
1988 · 
1989 · 
1990 · 
1991 · 
1992 · 
1993 · 
1994 · 
1995 · 
1996 · 
1997 · 
1998 · 
1999 · 
2000 · 
2001 · 
2002 · 
2003 · 
2004 · 
2005 · 
2006 · 
2007 · 
2008 · 
2009 · 
2010 · 
2011 ·
2012 · 
2013 ·
2014 ·
2015 ·
2016 ·
2017 ·
2018 ·
2019 ·
2020 · 
2021 · 
2022 · 
2023 · 
2024 · 
2025